# I-Cockpit
i-Cockpit est le nom du système embarqué à écran tactile équipant la plupart des véhicules automobiles du constructeur Peugeot de série ou en option, reconnaissable à son agencement.

## Présentation
Il est constitué de l'instrumentation en hauteur, d'un petit volant à double méplat et d'un écran tactile.
Cette disposition spécifique émane initialement du designer de Peugeot Yong Wook Sin. Elle est étudiée sur la première génération de Peugeot 508, mais sa première apparition sur un véhicule de série se fait finalement en 2012 sur la Peugeot 208 I.